# 孟鳳
孟鳳（1456年—1526年），字瑞周，號梧岡，山東曲阜縣人，民籍，明朝政治人物。弘治己酉解元，聯捷進士。官至南京刑部尚書。

## 生平
早年姓臧。弘治二年（1489年）己酉科山東鄉試第一名。弘治三年（1490年）聯捷第三甲第一百四十七名進士。五年授浙江嵊縣知縣，十一年選福建道監察御史，丁内艰，十四年服闋，改浙江道御史，督理馬政，监抽分，巡视南城，查點下场马匹。十五年巡按宣大，十七年巡按江西，正德二年（1507年）升懷慶府知府，六年十一月升山西左參政，七年正月改任河南左參政，督理粮储，八年九月升本省按察司按察使，九年正月升山西右布政使，舉卓异，尋改河南右布政，十月升本司左布政，十年十二月升都察院右副都御史、巡抚保定等府提督紫荆等关，十二年巡抚順天等府，十三年五月任总督漕运副都御史，十六年正月改巡抚凤阳等处，嘉靖入继大统，五月升刑部右侍郎。嘉靖元年（1522年）二月设提督宣大军务大臣一员，以臧凤兼右佥都御史，前往担任宣大提督，十二月回京，暂回本部管事，尋以宣大虏警，復回大同，二年八月以边事平定回京，升刑部左侍郎，请旨復姓孟。三年六月升南京刑部尚書。嘉靖五年（1526年）三月初四日卒於任，享年七十一。朝廷賜祭葬，贈太子少保。

## 墓葬
墓在曲阜城西孟家林。

## 家族
孟鳳祖上孟氏，寓居維揚。曾祖臧彥實遷曲阜，附籍臧姓。祖父臧貞。父臧紀，訓導，贈主事。母李氏，贈太安人。慈侍下。兄孟麒；孟麟（工部主事）。弟孟鸞。孫孟绍兴。